# Cronologia da vida de Ronald Reagan
Esta é uma cronologia da vida de Ronald Reagan, o 40° Presidente dos Estados Unidos.
- 1883: Nasce John Edward Reagan, pai de Ronald, em Fulton, Illinois (13 de julho). Nasce Nelle Clyde Wilson, mãe de Ronald, em Fulton, Illinois (24 de julho).
- 1909: Nasce John Neil Reagan, irmão mais velho de Ronald (3 de setembro).
- 1911: Nasce Ronald Wilson Reagan, em Tampico, Illinois (6 de fevereiro).
- 1914: Nasce Jane Wyman (nascida Sarah Jane Mayfield), primeira esposa de Ronald, em Saint Joseph, Missouri (4 de janeiro).
- 1921: Nasce Nancy Davis (nascida Anne Frances Robbins), segunda esposa de Ronald, em Nova Iorque, Nova Iorque (6 de julho).
- 1935: Ronald alista-se no Exército (27 de fevereiro).
- 1940: Ronald casa-se com a atriz Jane Wyman (26 de janeiro).
- 1941: Nasce Maureen Elizabeth Reagan, filha de Ronald e Jane Wyman, em Los Angeles, Califórnia (4 de janeiro). Morre John Edward Reagan, pai de Ronald, em Hollywood, Califórnia (18 de maio). Morre Nelle Clyde Wilson, mãe de Ronald, em Santa Monica, Califórnia (25 de julho).
- 1945: Nasce Michael Reagan, filho adotado de Ronald e Jane Wyman (18 de março). Ronald deixa o Exército com a patente de capitão (9 de dezembro).
- 1949: Ronald e Jane Wyman se divorciam (28 de junho).
- 1952: Ronald casa-se com Nancy Davis (4 de março).
- 1962: Morre Nelle Clyde Wilson, mãe de Ronald (25 de julho).
- 1966: Ronald é eleito governador da Califórnia (8 de novembro).
- 1967: Ronald assume o cagro de governador da Califórnia (2 de janeiro).
- 1980: Reagan é eleito presidente dos Estados Unidos, derrotando o presidente Jimmy Carter (1 de novembro).
- 1981: Ronald assume a presidência dos Estados Unidos (20 de janeiro).
- 1984: Ronald Reagan é reeleito (5 de novembro).
- 1989: Ronald deixar o cargo de presidente dos Estados Unidos, sucedido pelo seu vice, George H. W. Bush (20 de janeiro).
- 2004: Ronald Reagan faleceu aos 93 anos de idade, na Califórnia (5 de agosto).